# Alois Lampert
Alois Lampert (* 19. August 1932 in Eschen; † 1. Februar 1977 ebenda) war ein Liechtensteiner Radsportler.

## Leben und sportliche Laufbahn
Alois Lampert gewann bei der  Österreich-Rundfahrt 1951 die vierte Etappe. Zudem wurde er Großglocknerkönig, d. h., er überquerte den Großglockner auf der Etappe als Erster. Ein Jahr später nahm er an den Olympischen Sommerspielen 1952 teil. Im Straßenrennen belegte er den 30. Rang. Er war nach Adolf Schreiber (der 1936 in Berlin im Straßenrennen startete) gemeinsam mit seinem Teamkollegen Ewald Hasler der zweite Radsportler aus Liechtenstein, der zu den Olympischen Spielen aus dem Fürstentum entsandt wurde.
1951, 1954 und 1958 wurde er Landesmeister im Straßenrennen. In den 1950er Jahren startete er mehrfach bei den UCI-Weltmeisterschaften im Straßenrennen.